# 桑悦
桑悅（1447年—1503年），字民懌，號思玄居士，別號鶴溪道人，常熟人。明朝文人。

## 生平
桑悅自幼聰明，讀书过目不忘，讀完書就燒書，說:“已在吾腹中矣。”有人问他：翰林文章谁好谁坏？他說：天下文章只有我最好，其次祝枝山，再其次是罗玘。
成化元年（1465年）十九歲舉乙酉科應天府鄉試。五年後，春闈策有“胸中有長劍，一日幾回磨”等語，被學士吳汝賢訓斥。其個性張揚，愛說大話，更以孟子自况。主考官丘濬读后十分生气，把他刷落榜下。成化八年（1472），桑悅第三次赴京會試，得乙榜。成化十四年（1478），赴江西泰和任縣學訓導。弘治三年（1490），改任湖廣長沙府通判，不久因催科無政績，再遷柳州通判，未赴任而辭官。晚年家貧，“門人故舊來南，多賙助之，入手輒盡，不復校其所餘”。弘治十三年（1500），桑悅受李端之邀撰寫《太倉州志》。卒於孝宗弘治十六年，得年五十七歲。

## 家族
曾祖父桑宗道，父親桑琳。同族的叔父桑瓊、桑瑾、桑瑜，皆有功名。

## 延伸阅读
[在维基数据编辑]
 《國朝獻徵錄·卷之一百一》，出自焦竑《國朝獻徵錄》
 《明史卷二百八十六》，出自《明史》
 在维基共享资源阅览影像